# ستويل (تكساس)
ستويل (بالإنجليزية: Stowell)‏ هي مدينة أمريكية تقع في ولاية تكساس.تبلغ مساحة هذه المدينة 26.6 (كم²)،ويبلغ عدد سكانها 1572 نسمة حسب إحصاء سنة 2010 م. تشير إحصاءات سنة 2000م بأن الكثافة السكانية في هذه المدينة تقدر بـ(61.3) نسمة/كم2.

## التركيبة السكانية
حدّد مكتب تعداد الولايات المتحدة بيانات التركيبة السكانية لستويل في تعداد الولايات المتحدة. في ما يلي، التركيبة السكانية حسب تعدادي 2000 و2010.

### تعداد عام 2000
بلغ عدد سكان ستويل 1,572 نسمة بحسب تعداد عام 2000، وبلغ عدد الأسر 564 أسرة وعدد العائلات 433 عائلة مقيمة في المنطقة السكنية. في حين سجلت الكثافة السكانية 59.3 نسمة لكل كيلومتر مربع (153.6/ميل2). وبلغ عدد الوحدات السكنية 619 وحدة بمتوسط كثافة قدره 23.4 لكل كيلومتر مربع (60.6/ميل2).
وتوزع التركيب العرقي للمنطقة السكنية بنسبة 59.80% من البيض و30.92% من الأمريكيين الأفارقة و0.64% من الأمريكيين الأصليين و7.82% من الأعراق الأخرى و0.83% من عرقين مختلطين أو أكثر و10.43% من الهسبانيون أو اللاتينيون من أي عرق.
بلغ عدد الأسر 564 أسرة كانت نسبة 41.3% منها لديها أطفال تحت سن الثامنة عشر تعيش معهم، وبلغت نسبة الأزواج القاطنين مع بعضهم البعض 59.8% من أصل المجموع الكلي للأسر، ونسبة 11% من الأسر كان لديها معيلات من الإناث دون وجود شريك، بينما كانت نسبة 6% من الأسر لديها معيلون من الذكور دون وجود شريكة وكانت نسبة 23.2% من غير العائلات. تألفت نسبة 19% من أصل جميع الأسر من عدة أفراد يعيشون في نفس المنزل ونسبة 8% كانت تتألف من شخص يعيش بمفرده يبلغ من العمر 65 عاماً أو أكثر. وبلغ متوسط حجم الأسرة المعيشية 2.79، أما متوسط حجم العائلات فبلغ 3.21.
بلغ العمر الوسطي للسكان 34.4 عاماً. وكانت نسبة 27.9% من القاطنين تحت سن الثامنة عشر، وكانت نسبة 9.8% بين الثامنة عشر والرابعة والعشرين عاماً، ونسبة 30.1% كانت واقعةً في الفئة العمرية ما بين الخامسة والعشرين والرابعة والأربعين عاماً، ونسبة 22.4% كانت ما بين الخامسة والأربعين والرابعة والستين، ونسبة 9.9% كانت ضمن فئة الخامسة والستين عاماً فما فوق. يوجد لكل 100 أنثى 103.9 ذكر، ويوجد لكل 100 أنثى في الثامنة عشر من عمرها فما فوق 97.2 ذكر.
بلغ متوسط دخل الأسرة في المنطقة السكنية 32,981 دولارًا، أما متوسط دخل العائلة فبلغ 39,792 دولارًا. وكان متوسط دخل الذكور 35,154 دولارًا مقابل 17,500 دولارًا للإناث. وسجل دخل الفرد الخاص بالمنطقة السكنية 15,371 دولارًا. وكانت نسبة 10.9% من العائلات ونسبة 18.8% من السكان تحت خط الفقر، وكان من هؤلاء نسبة 37.4% تحت سن الثامنة عشر ونسبة 12.2% في الخامسة والستين من العمر وما فوق.

### تعداد عام 2010
بلغ عدد سكان ستويل 1,756 نسمة بحسب تعداد عام 2010، وبلغ عدد الأسر 583 أسرة وعدد العائلات 455 عائلة مقيمة في المنطقة السكنية. في حين سجلت الكثافة السكانية 66.3 نسمة لكل كيلومتر مربع (171.7/ميل2). وبلغ عدد الوحدات السكنية 656 وحدة بمتوسط كثافة قدره 24.8 لكل كيلومتر مربع (64.2/ميل2).
وتوزع التركيب العرقي للمنطقة السكنية بنسبة 57.63% من البيض و21.70% من الأمريكيين الأفارقة و0.57% من الأمريكيين الأصليين و0.06% من الأمريكيين ذوي الأصول الآسيوية و18.39% من الأعراق الأخرى و1.65% من عرقين مختلطين أو أكثر و30.87% من الهسبانيون أو اللاتينيون من أي عرق.
بلغ عدد الأسر 583 أسرة كانت نسبة 44.9% منها لديها أطفال تحت سن الثامنة عشر تعيش معهم، وبلغت نسبة الأزواج القاطنين مع بعضهم البعض 63.3% من أصل المجموع الكلي للأسر، ونسبة 10.3% من الأسر كان لديها معيلات من الإناث دون وجود شريك، بينما كانت نسبة 4.5% من الأسر لديها معيلون من الذكور دون وجود شريكة وكانت نسبة 22% من غير العائلات. تألفت نسبة 19% من أصل جميع الأسر من عدة أفراد يعيشون في نفس المنزل ونسبة 8.4% كانت تتألف من شخص يعيش بمفرده يبلغ من العمر 65 عاماً أو أكثر. وبلغ متوسط حجم الأسرة المعيشية 3.01، أما متوسط حجم العائلات فبلغ 3.49.
بلغ العمر الوسطي للسكان 33.2 عاماً. وكانت نسبة 30.2% من القاطنين تحت سن الثامنة عشر، وكانت نسبة 9.2% بين الثامنة عشر والرابعة والعشرين عاماً، ونسبة 24.9% كانت واقعةً في الفئة العمرية ما بين الخامسة والعشرين والرابعة والأربعين عاماً، ونسبة 25.6% كانت ما بين الخامسة والأربعين والرابعة والستين، ونسبة 10% كانت ضمن فئة الخامسة والستين عاماً فما فوق. وتوزع التركيب الجنسي للسكان بنسبة 51% ذكور و49% إناث.